# Selce pri Moravčah
Selce pri Moravčah este o localitate din comuna Moravče, Slovenia, cu o populație de 26 de locuitori.